# Kinorhynchus spinosus
Kinorhynchus spinosus är en djurart som tillhör fylumet pansarmaskar, och som först beskrevs av Lang 1949.  Kinorhynchus spinosus ingår i släktet Kinorhynchus och familjen Pycnophyidae. Inga underarter finns listade i Catalogue of Life.